# Janina Sokołowa
Janina Mychajliwna Sokołowa (ukr. Яніна Михайлівна Соколова; ur. 6 marca 1984 w Zaporożu) – ukraińska dziennikarka, aktywistka, prezenterka telewizyjna i aktorka.    

## Życiorys
Ukończyła Zaporoski Uniwersytet Narodowy na kierunku psychologia oraz Kijowski Uniwersytet Narodowy im. Tarasa Szewczenki na kierunku aktorstwo w teatrze i filmie.

### Wczesna kariera
Rozpoczęła swoją karierę w prasie, pracując w zaporoskim wydawnictwie "Телесіті", gdzie pisała kolumnę Наодинці з…. W 2000 była korespondentką gazety „Запорізька січ”. W wieku 18 lat odbyła staż w zaporoskim kanale TV5, a w 2001 zaczęła prowadzić prognozę pogody.

### Lata 2006–2017
W 2006 pracowała jako prezenterka i dziennikarka w porannym programie Інтером. W tym samym roku zaczęła także grać w filmach. W latach 2007–2008 była prowadzącą i dziennikarką programu Сніданок з 1+1 na stacji telewizyjnej 1+1.
W 2009 prowadziła program Ранок на П’ятому w stacji telewizyjnej 5 kanał. Od 2011 roku pracowała jako prowadząca programy Час новин, Кіно з Яніною Соколовою, Вечір з Яніною Соколовою oraz od 2015 Рандеву na kanale 5. Ostatni z programów jest serią osobistych wywiadów z najwybitniejszymi politykami, biznesmenami, artystami i innymi osobami.
13 listopada 2017 razem z Olesią Korżeniewską założyła szkołę sztuk filmowych Screen School, gdzie pełniła również rolę kuratorki kursu „Prezenter telewizyjny”.
W kwietniu 2018 miała miejsce premiera filmu dokumentalnego Ми – солдати (pol. My – żołnierze), którego jednym z producentów była Janina Sokołowa. Natomiast we wrześniu tego samego roku, podczas Międzynarodowego Festiwalu Książki w Dnieprze, zaprezentowano interaktywną książkę Шевченко на кожен день. З Яніною Соколовою, do której nakręcono 53 filmy, w których Janina Sokołowa recytuje wiersze Tarasa Szewczenki.
W maju 2019 ogłosiła multimedialny projekt Я, Ніна (pol. Ja, Nina), oparty na historii jej walki z nowotworem. Celem projektu była pomoc pacjentom onkologicznym w uświadomieniu sobie wartości życia i rozpoczęciu walki o nie. Projekt objął książkę, piosenkę oraz pełnometrażowy film fabularny, do którego napisała scenariusz i wyreżyserowała Marysia Nikitiuk.
W 2020 uruchomiła autorski projekt Як вам не соромно na kanale Україна 24, który zadebiutował 19 marca 2020 roku. Po trzech odcinkach program został wstrzymany przez kanał w związku z kwarantanną w Ukrainie. Tydzień później Sokolova wznowiła produkcję programu na swoim kanale YouTube, zmieniając nazwę na Соромно!. Od 21 kwietnia projekt był także emitowany na stacji 4 канал.

### Działalność społeczna
Jest ambasadorką mediów ruchu praw kobiet HeForShe na Ukrainie.
W 2018 wsparła apel Europejskiej Akademii Filmowej na rzecz ukraińskiego reżysera Ołeha Sencowa, który był więziony w Rosji.
W 2021 założyła Yanina Sokolova Foundation, której celem jest zapewnienie szerokiego dostępu do profesjonalnej pomocy psychologicznej oraz promowanie kultury korzystania ze wsparcia specjalistów ds. zdrowia psychicznego w społeczeństwie ukraińskim. W ramach fundacji funkcjonuje call center #ВАРТОЖИТИ, będące centrum wsparcia psychologicznego. Jego psychologowie oferują bezpłatne konsultacje dla osób mających trudności z radzeniem sobie z emocjami w trudnych warunkach społeczno-politycznych.
Jest wolontariuszką Operacji Zjednoczonych Sił w Donbasie.

## Wyróżnienia
W 2019 Yanina zajęła pierwsze miejsce w rankingu najpopularniejszych blogerów na Ukrainie, według czytelników strony ICTV. W tym samym roku została uwzględniona w rankingu 100 najbardziej wpływowych kobiet na Ukrainie według magazynu „Focus”
W 2020 należała do trójki osób, które mają największy wpływ na ukraińską młodzież w mediach społecznościowych, według International Research & Exchanges Board. 

## Życie prywatne
W maju 2010 poślubiła bankiera Wołodymyra Łytwyna. Para ma dwójkę dzieci: Mykoła i Myrona.
Po rosyjskiej inwazji na Ukrainę jej dwaj synowie oraz matka przeprowadzili się do Polski. Ona sama wróciła do Kijowa. 